# Lekkoatletyka na Letnich Igrzyskach Olimpijskich 1900 – bieg na 1500 metrów mężczyzn
Bieg na 1500 m był rozegrany na igrzyskach olimpijskich w 1900 w Paryżu 15 lipca 1900 w Lasku Bulońskim. Startowało 9 lekkoatletów z 6 państw. Rozegrano od razu finał.

## Rekordy
| Rekord świata     | 4:09,0 | John Bray   | Bajonna (Francja) | 30 maja 1900    |
| Rekord olimpijski | 4:33.2 | Teddy Flack | Ateny (Grecja)    | 7 kwietnia 1896 |

## Finał
| Poz.   | Zawodnik              | Kraj              | Wynik    | Uwagi |
| ------ | --------------------- | ----------------- | -------- | ----- |
| złoto  | Charles Bennett       | Wielka Brytania   | 4:06,2   | WR    |
| srebro | Henri Deloge          | Francja           | 4:06,6   |       |
| brąz   | John Bray             | Stany Zjednoczone | 4:07,2   |       |
| 4.     | David Hall            | Stany Zjednoczone | (4:07,5) |       |
| 5.     | Christian Christensen | Dania             | nieznany |       |
| 6.     | Hermann Wraschtil     | Austria           | nieznany |       |
| 7.-9.  | Ondřej Pukl           | Królestwo Czech   | nieznany |       |
| 7.-9.  | John Rimmer           | Wielka Brytania   | nieznany |       |
| 7.-9.  | Louis Segondi         | Francja           | nieznany |       |

Bieg został rozegrany na bieżni o obwodzie 500 m. Bennett prowadził przed Deloge'm po pierwszym okrążeniu (czas okrążenia 1:21,2). Drugie okrążenie, bez zmian na czołowych pozycjach, rozstało rozegrane w wolnym tempie 1;34,8. Trzecie było bardzo szybkie (1:10,2), a Bennett nie dał się wyprzedzić poprawiając dotychczasowy rekord świata o prawie 3 sekundy. Deloge finiszował o 5 jardów za nim, a Bray o 20 jardów za Deloge'm, wyprzedzając Halla o 2 jardy.